# Partyzan Mińsk
Partyzan Mińsk (biał. ФК «Партызан» Мінск) – białoruski klub piłkarski z siedzibą w Mińsku, grający w ekstraklasie białoruskiej.

## Historia
Chronologia nazw:
- 2002: MTZ-RIPA Mińsk (biał. ФК МТЗ-РІПА (Мінск)) – po fuzji klubów Traktar Mińsk i Pracounyja Rezierwy-RIPA Mińsk
- 2010: Partyzan Mińsk (biał. ФК «Партызан» (Мінск))
- 2013: Partyzan-MTZ Mińsk (biał. ФК «Партызан-МТЗ» (Мінск))
- 2014: Partyzan Mińsk (biał. ФК «Партызан» (Мінск))
- 2014: klub rozwiązany

Klub piłkarski MTZ-RIPA Mińsk został założony w Mińsku w 2002 w wyniku fuzji dwóch trzecioligowych klubów Traktar Mińsk i Pracounyja Rezierwy-RIPA Mińsk. MTZ to Miński Zakład Ciągników (biał. МТЗ - Мінскі трактарны завод), a RIPA to Republikański Instytut Profesjonalnej Edukacji (biał. РІПА - Рэспубліканскі інстытут прафэсійнай адукацыі). W sezonie 2002 zespół debiutował w rozgrywkach Druhaj lihi (D3). W swoim pierwszym sezonie zajął pierwsze miejsce, a następnie w 2003 roku również zdobył mistrzostwo Pierwszaj lihi (D2) i awansował do Wyszejszaj lihi. W 2005 roku zdobył brązowe medale mistrzostw oraz Puchar Białorusi. W 2008 powtórzył ten sukces. 27 stycznia 2010 zmienił nazwę na Partyzan Mińsk.
Na początku 2012 roku klub został w większości opuszczony przez biznesmena Romanowa (który wycofał swoje wsparcie finansowe, sam mając pewne problemy prawne) i musiał zwolnić wszystkich graczy. Klub wycofał się z rozgrywek Wyszejszaj lihi. Zespół spędził sezon 2012 grając na poziomie amatorskim w Mistrzostwach Mińska. W 2013 roku klub zmienił nazwę na Partyzan-MTZ Mińsk i dołączył do drugiej ligi, a w 2014 roku z powrotem zmienił nazwę na Partyzan Mińsk. W połowie sezonu 2014 klub ogłosił wycofanie się z ligi i został rozwiązany.

## Osiągnięcia
- Puchar Białorusi (1): 2005
- 3. miejsce w Białoruskiej Ekstraklasie (1): 2005, 2008

## Europejskie puchary
Legenda do wszystkich tabel:
- Q – runda eliminacyjna, 1/16, 1/8, 1/4, 1/2 – odpowiednia faza rozgrywek, Grupa – runda grupowa, 1r gr – pierwsza runda grupowa, 2r gr – druga runda grupowa, F – finał, R – runda, PO – play-off
- k. – rzuty karne, los. – losowanie, Dogr. – dogrywka, w. – zasada bramek strzelonych na wyjeździe

| Sezon   | Rozgrywki        | Runda | Klub                | Dom | Wyjazd | Ogólnie    |
| ------- | ---------------- | ----- | ------------------- | --- | ------ | ---------- |
| 2005/06 | Puchar UEFA      | 1Q    | Ferencváros         | 1–2 | 2–0    | 3–2        |
| 2005/06 | Puchar UEFA      | 2Q    | Teplice             | 1–1 | 1–2    | 2–3        |
| 2006    | Puchar Intertoto | 1R    | Szachtior Karaganda | 1–3 | 5–1    | 6–4        |
| 2006    | Puchar Intertoto | 2R    | FK Moskwa           | 0–1 | 0–2    | 0–3        |
| 2008/09 | Puchar UEFA      | 1Q    | Žilina              | 2–2 | 0–1    | 2–3        |
| 2009/10 | Liga Europy      | 1Q    | Sutjeska Nikšić     | 2–1 | 1–1    | 3–2, Dogr. |
| 2009/10 | Liga Europy      | 2Q    | Metalurg Donieck    | 1–2 | 0–3    | 1–5        |

## Kibice
Kibice klubu rywalizowali z Dynama Mińsk. Poparcie w obu klubach było niekiedy związane z postawą polityczną, przy czym kibice Dynama identyfikowali się ze skrajną prawicą, natomiast kibice Partyzana zdecydowanie z lewicą. Fani Partizan byli znani ze swoich postaw anarchistycznych, antyrządowych, antyfaszystowskich i wspierających środowiska LGBT.  Ze względu na poglądy polityczne utrzymywali przyjaźń z fanami Arsenał Kijów i SV Babelsberg.